# The Legend of Zelda: Breath of the Wild
The Legend of Zelda: Breath of the Wild er et action-eventyrspil, der er udviklet og udgivet af Nintendo til Wii U og Nintendo Switch. Spillet finder sted i en åben verden, som hovedpersonen Link kan udforske, og det er det første spil i The Legend of Zelda-serien med HD-opløsning.
The Legend of Zelda: Breath of the Wild blev lanceret den 3. marts 2017 til Wii U og Nintendo Switch.